# I.R.S. Records
Pour les articles homonymes, voir IRS.
I.R.S. (International Record Syndicate) est une maison de disques américaine fondée en 1979 par Miles Copeland (frère de Stewart Copeland, batteur de The Police). 

## Histoire
IRS est le nom des services fiscaux américains, mais Miles Copeland traduit ses initiales en Independant Record Syndicate. Le label a lancé la carrière de plusieurs artistes comme The Cramps, R.E.M. ou Fine Young Cannibals. D'abord distribué par A&M Records jusqu'en 1985, puis par la compagnie MCA Records jusqu'en 1990 et enfin par Enigma Records jusqu'en 1994. Le label fut ensuite racheté par EMI en 1994 jusqu'à sa disparition le 11 juillet 1996. 